# The Fall (album, Norah Jones)
The Fall je čtvrté studiové album americké písničkářky Norah Jones. Vydáno bylo 17. listopadu roku 2009 společností Blue Note Records a jeho producentem byl Jacquire King. V britské hitparádě UK Albums Chart se umístilo na 24. příčce, zatímco v americké Billboard 200 na třetí. V USA se alba prodalo více než milion kusů, čímž se stalo platinovým (RIAA).

## Seznam písní
1. „Chasing Pirates“ (Norah Jones)
2. „Even Though“ (Norah Jones/Jesse Harris)
3. „Light As a Feather“ (Norah Jones/Ryan Adams)
4. „Young Blood“ (Norah Jones/Mike Martin)
5. „I Wouldn’t Need You“ (Norah Jones)
6. „Waiting“ (Norah Jones)
7. „It’s Gonna Be“ (Norah Jones)
8. „You’ve Ruined Me“ (Norah Jones)
9. „Back to Manhattan“ (Norah Jones)
10. „Stuck“ (Norah Jones/Will Sheff)
11. „December“ (Norah Jones)
12. „Tell Yer Mama“ (Norah Jones/Jesse Harris/Richard Julian)
13. „Man of the Hour“ (Norah Jones)